# Oceano Pacífico
O Oceano Pacífico é o maior oceano da Terra, situado entre a América, a leste, a Ásia e a Austrália, a oeste, e a Antártida, ao sul. Com 180 milhões de km² de área superficial, o Pacífico cobre quase um terço da superfície do planeta e corresponde a quase metade da superfície e do volume dos oceanos. Movendo-se um globo terrestre de forma adequada é possível visualizar-se um hemisfério inteiro do planeta coberto apenas por água, ficando todos os continentes no hemisfério oposto, ocultos à visão em tal posição. Em sua essência — excluída pequena área associada ao oceano Antártico — trata-se basicamente do oceano Pacífico, cujas águas ainda avançam sobre o hemisfério não visível. Em vista da teoria das placas tectônicas e da deriva continental, sua origem remonta ao oceano único que cercava a Pangeia em tempos primitivos, o Pantalassa.

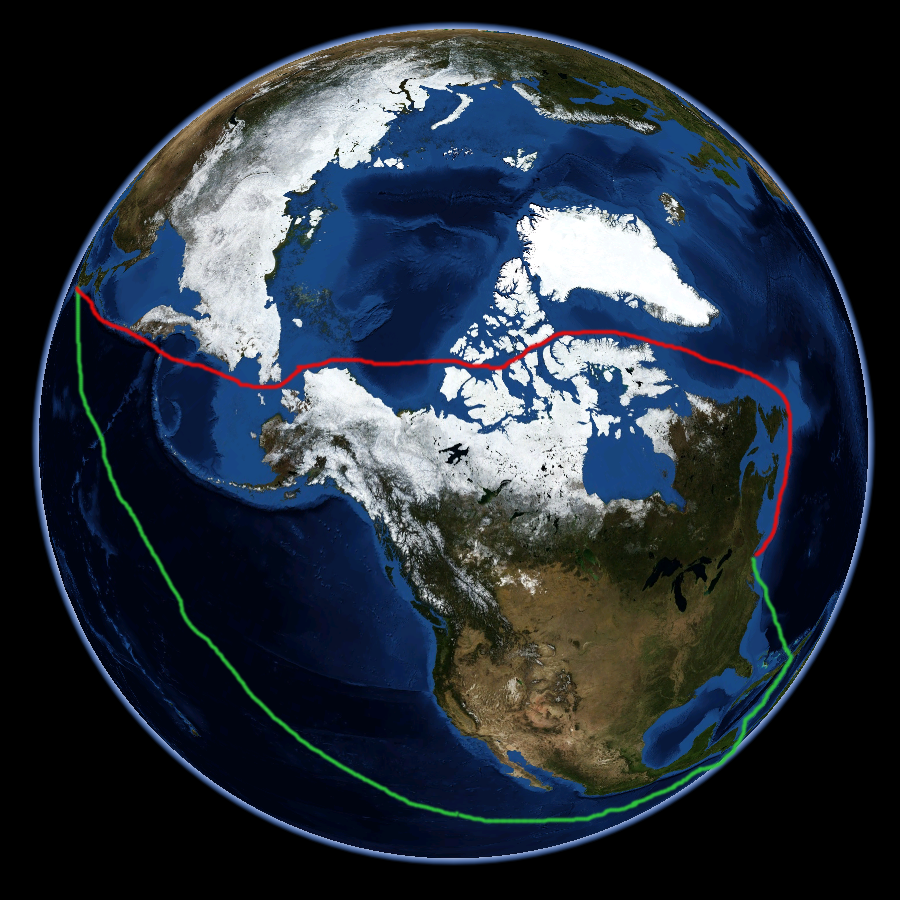
Em vermelho a passagem do Noroeste ligando o estreito de Bering (Pacífico) ao estreito de Davis no oceano Atlântico.

Tem 707,5 km de fossas, e 87,8% de sua área apresenta profundidades superiores a 3 000 m; é o oceano com maior profundidade média (4 282 m) e onde se localizam as maiores fossas submarinas (fossa das Marianas, com 11 034 m).
Sua forma grosseiramente circular é delimitada por margens continentais activas (que correspondem ao círculo de fogo do Pacífico) sob as quais se afunda uma crusta oceânica em rápida expansão. Em suas águas foi registrada a maior temperatura em um oceano: 40,4 °C, a uma profundidade de 2 000 m, a cerca de 480 km ao oeste da costa estadunidense.
Descoberto pelos europeus em 1513 (Vasco Núñez de Balboa), embora desde 1511 que os portugueses navegassem regularmente no mar meridional da China, o qual pertence ao oceano Pacífico, chegando à Tailândia em 1511 e à China em junho de 1513, com Jorge Alvares, portanto antes de Balboa avistar aquele oceano. Transposto pela primeira vez em 1520 (Fernão de Magalhães), o Pacífico tem assistido a um crescimento de sua importância como via de ligação entre algumas das regiões de maior dinamismo econômico da atualidade (Extremo Oriente) e costa ocidental da América do Norte).

## Fenômenos atmosféricos

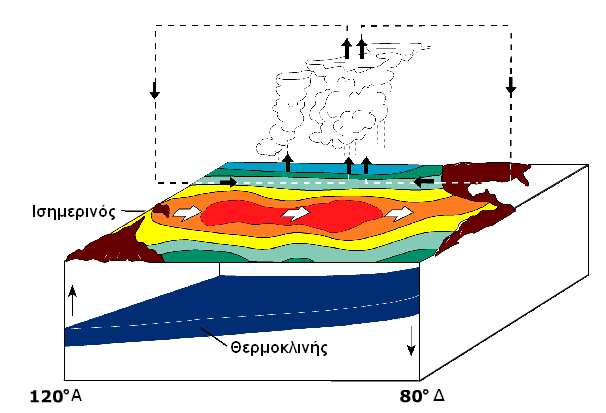
Imagem mostrando o fenômeno oceânico-atmosférico El Niño

### El Niño
É um fenômeno oceânico-atmosférico caracterizado por um aquecimento anormal das águas superficiais no oceano Pacífico Tropical. Altera o clima regional e global, mudando os padrões de vento a nível mundial, afetando assim, os regimes de chuva em regiões tropicais e de latitudes médias.

### La Niña
La Niña (“a menina” em espanhol) é um fenômeno oceânico-atmosférico que ocorre nas águas do oceano Pacífico (equatorial, central e oriental). A principal característica deste fenômeno é o resfriamento (em média de 2 a 3 °C) fora do normal das águas superficiais nestas regiões do oceano Pacífico.
O fenômeno La Niña não ocorre todos os anos e nem da mesma forma. Sua frequência é de 2 a 7 anos, com duração aproximada de 9 a 12 meses (há casos que pode durar até 2 anos). O La Niña afeta o comportamento climático no continente americano e outras regiões do planeta.

#### Efeitos do La Niña no clima mundial

##### Entre os meses de dezembro a fevereiro
- Aumento das chuvas na região nordeste do Brasil;
- Temperaturas abaixo do normal para o verão, na região sudeste do Brasil;
- Aumento do frio na costa oeste dos Estados Unidos;
- Aumento das chuvas na costa leste da Ásia;
- Aumento do frio no Japão.

##### Entre os meses de junho a agosto
- Inverno seco na região sul e sudeste do Brasil;
- Aumento do frio na costa oeste da América do Sul;
- Frio e chuvas na região do Caribe (América Central);
- Aumento das temperaturas médias na região leste da Austrália;
- Aumento das temperaturas e chuvas na região leste da Ásia.

### Acompanhamento
O acompanhamento científico deste fenômeno climático é feito pela Organização Meteorológica Mundial. É feito o monitoramento do oceano Pacífico tropical, através de boias amarradas, marégrafos (instrumentos que registram o fluxo das marés) e satélites. As informações são captadas e analisadas com o objetivo de fazer a previsão do comportamento futuro do La Niña.

## Origem do nome

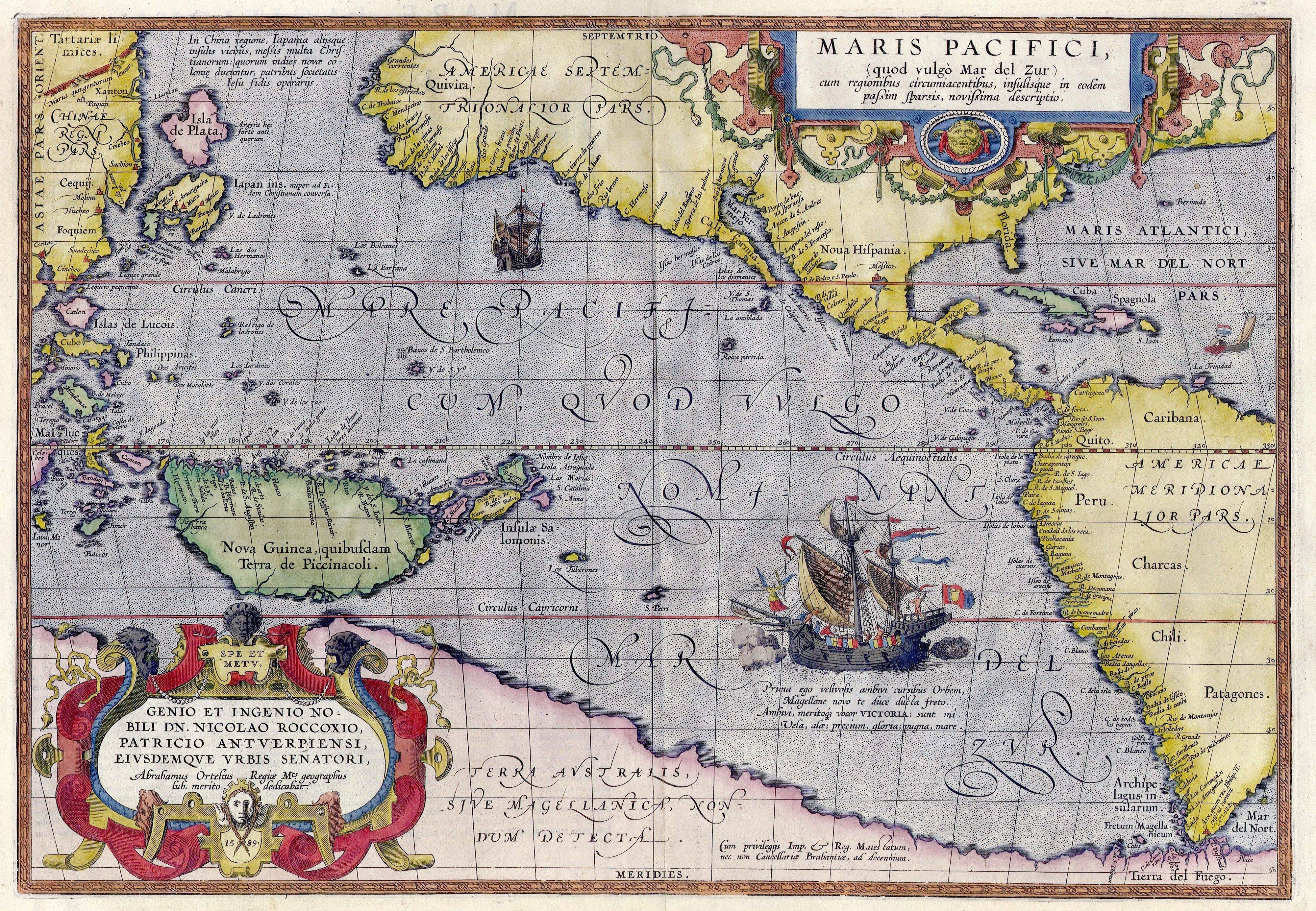
Maris Pacifici de Ortelius, 1589. Um dos primeiros mapas impressos para mostrar o oceano Pacífico.

Fernão de Magalhães batizou este oceano com o nome de Pacífico por acreditar que ele era mais calmo que o tempestuoso oceano Atlântico. Esta comparação foi feita quando Fernão de Magalhães e os seus companheiros de navegação transpuseram o estreito de Magalhães, uma passagem entre os dois oceanos já citados.

## Morfoestrutura do fundo oceânico
Flanqueado por cadeias montanhosas recentes, com intensa atividade vulcânica, o Pacífico é percorrido por um vasto sistema de dorsais.

A dorsal Sudeste-Pacífica constitui um prolongamento, através da dorsal Pacífico-Antártica, das dorsais do oceano Índico (dorsal Antártico-Australiana). Em sua porção setentrional atinge as latitudes do litoral mexicano, desaparecendo ao penetrar no golfo da Califórnia. Trata-se de uma dorsal em rápida expansão (entre 8,8 e 16,1 cm por ano), sem fossa axial. As zonas de fraturas que a segmentam são numerosas, com deslocamento pronunciado. Essa dorsal emerge na latitude da ilha de Páscoa, unindo-se à dorsal do Chile, que se liga à costa meridional da América, e na latitude das ilhas Galápagos, unindo-se à dorsal de Cocos ou das Galápagos. Essas dorsais dividem o Pacífico em três conjuntos.

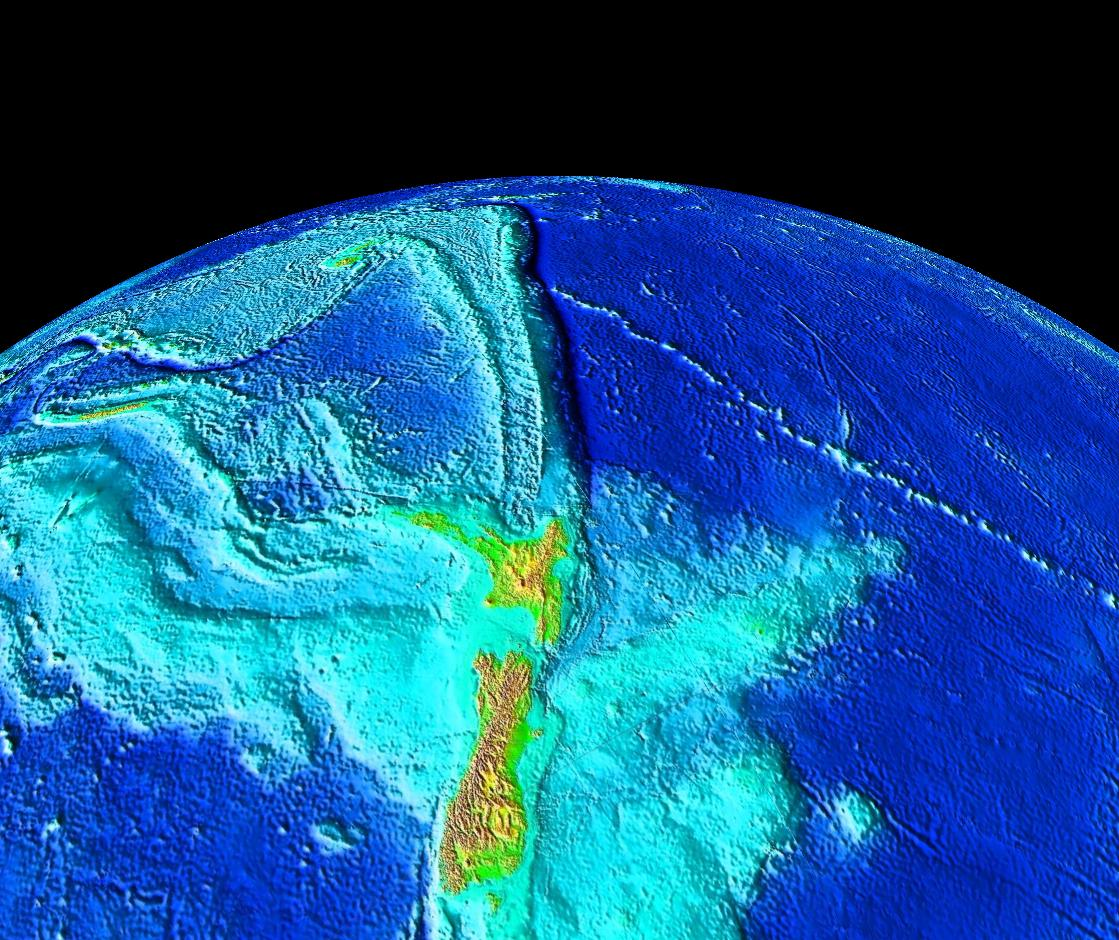
Parte do oceano Pacífico sul, próximo à Nova Zelândia

Os fundos oceânicos situados a leste da dorsal Sudeste-Pacífica pertencem a placa litosférica da Antártida (que corresponde à bacia Pacífico-Antártica e à planície abissal de Bellingshausen), à placa de Nazca (bacias Peruana e Chilena, separadas pela dorsal de Nazca) e à placa de Cocos (limitada pela dorsal de Cocos).
Todo o imenso conjunto de fundos oceânicos situados a oeste da dorsal Sudeste-Pacífica é sustentado pela placa litosférica Pacífica, que a oeste América do Norte apresenta grandes zonas de fraturas, com relevos monumentais, alinhados por milhares de quilômetros ao longo de antigas falhas de transformação.
Mais a oeste, o centro do oceano Pacífico é entrecortado por cadeias submarinas e grandes edifícios vulcânicos, ora emergindo em forma de ilhas (Havaí, Marquesas, Marshall, Carolinas), frequentemente coroadas por formações coralíneas (atóis). As bacias oceânicas que as rodeiam (Médio-Pacífica, Melanésia, Nordeste, Noroeste) apresentam uma delgada cobertura sedimentar sobre a crosta basáltica.
A presença das fossas oceânicas periféricas, ao longo dos arcos insulares (Aleutas, Kurilas, Japão, Marianas, Filipinas, Salomão, Tonga, Kermadec) e da costa ocidental da América (Chile, Peru, América Central) explica-se por corresponderem a zonas de subducção da crosta oceânica, em que esta mergulha sob as placas litosféricas Americana, a leste, e Eurasiática e Indo-Australiana, a oeste. São áreas de intensa atividade sísmica e vulcânica, sujeitas à ocorrência de maremotos.

## Atol
O oceano Pacífico tem um número considerável de atóis, a maior concentração de todos os oceanos na Terra.

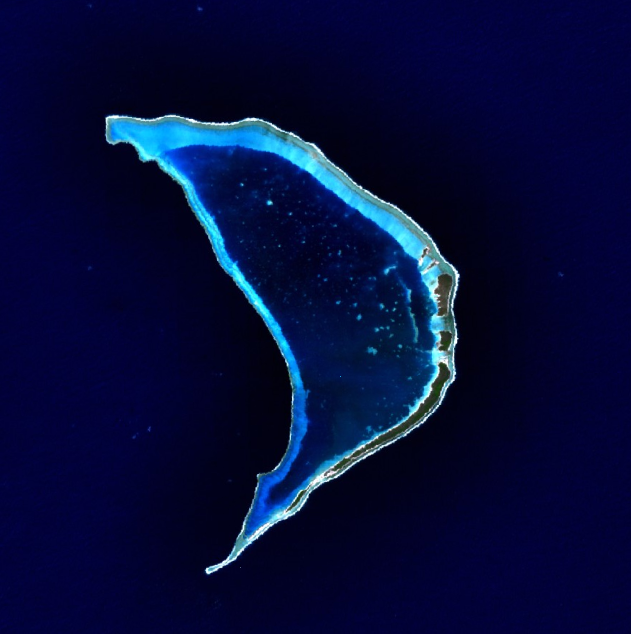
Atol de Bokak
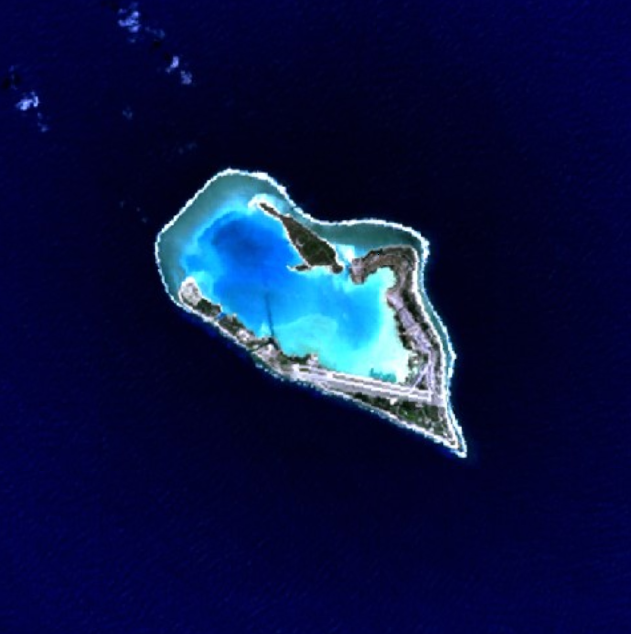
Atol de Wake
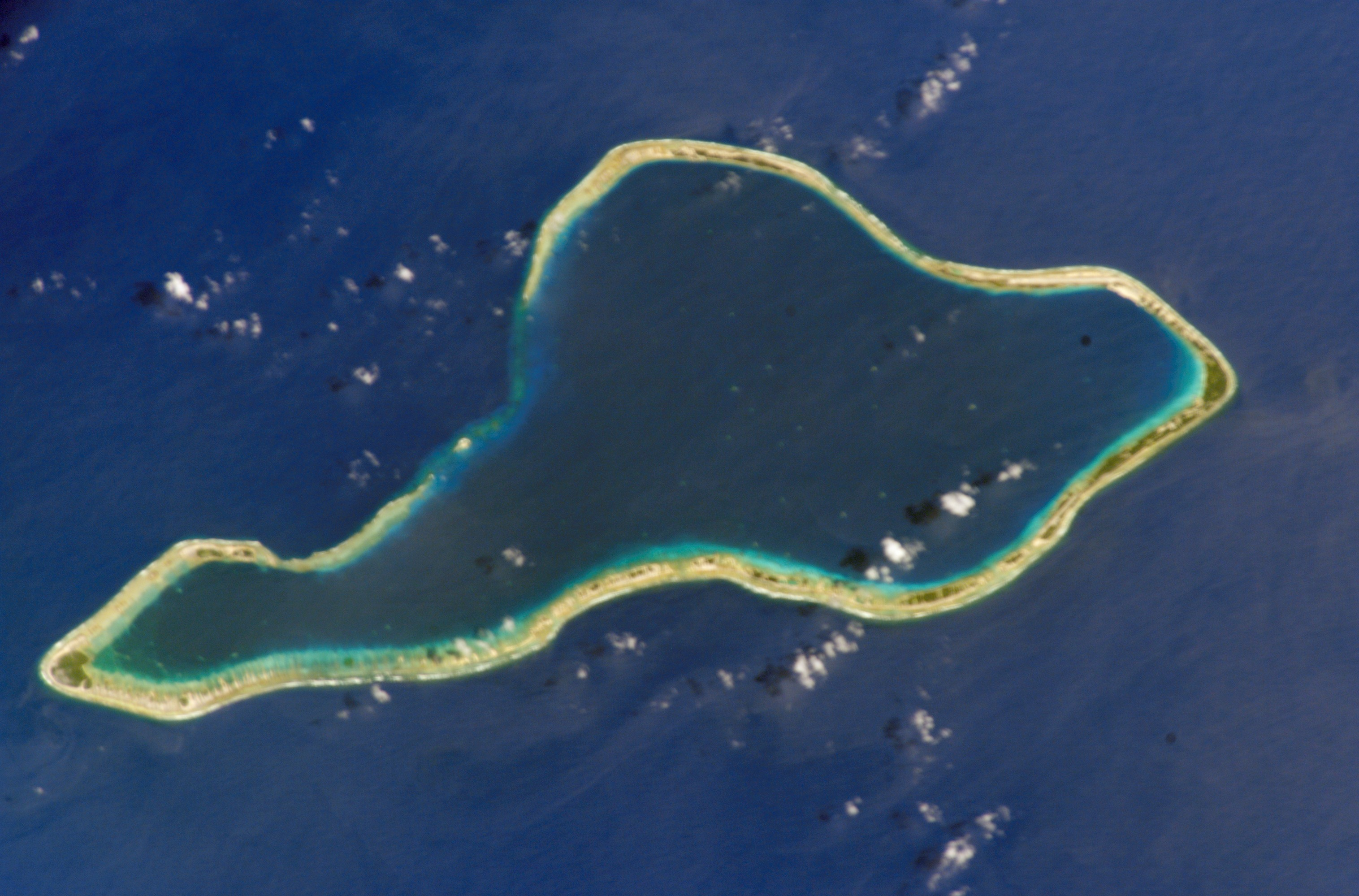
Atol Moruroa
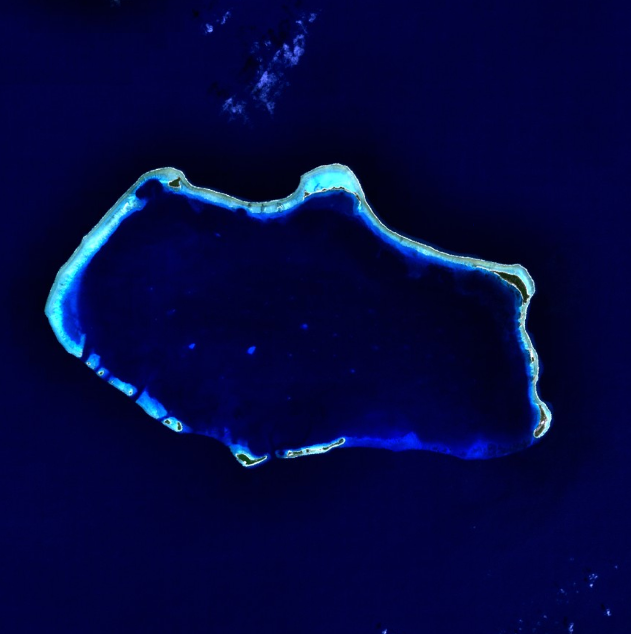
Atol de Bikini
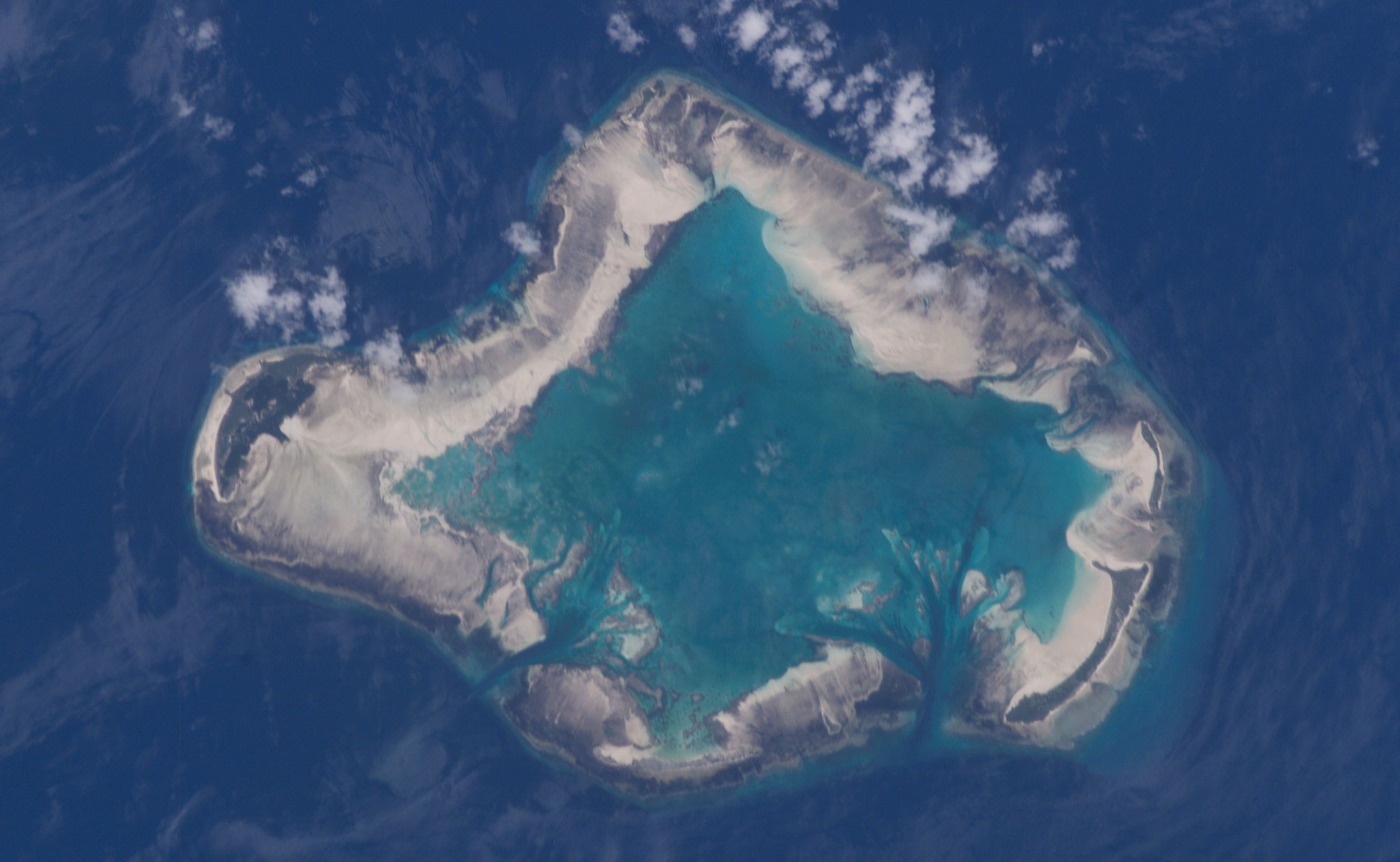
Atol de Cosmoledo
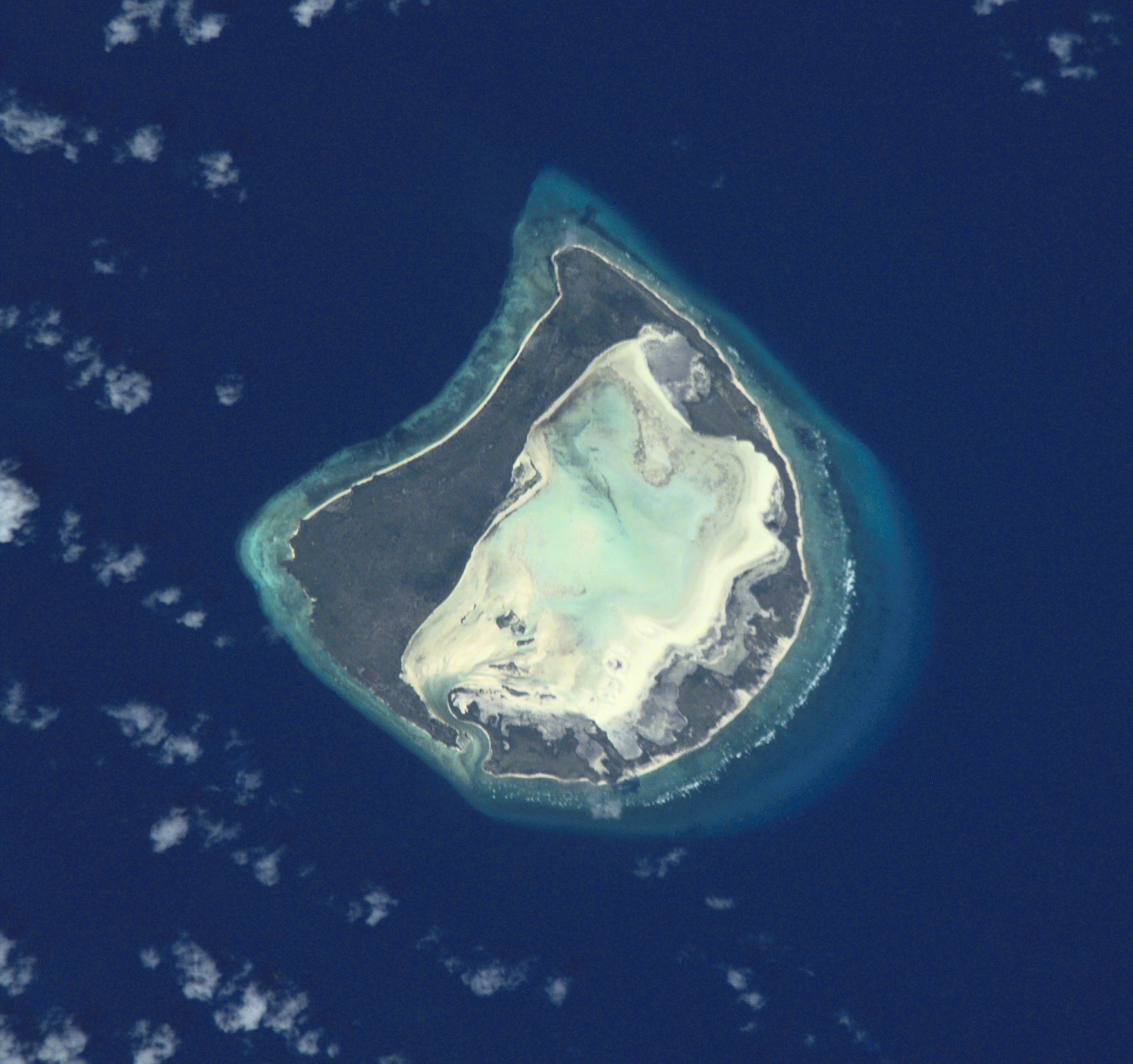
Atol de Astove
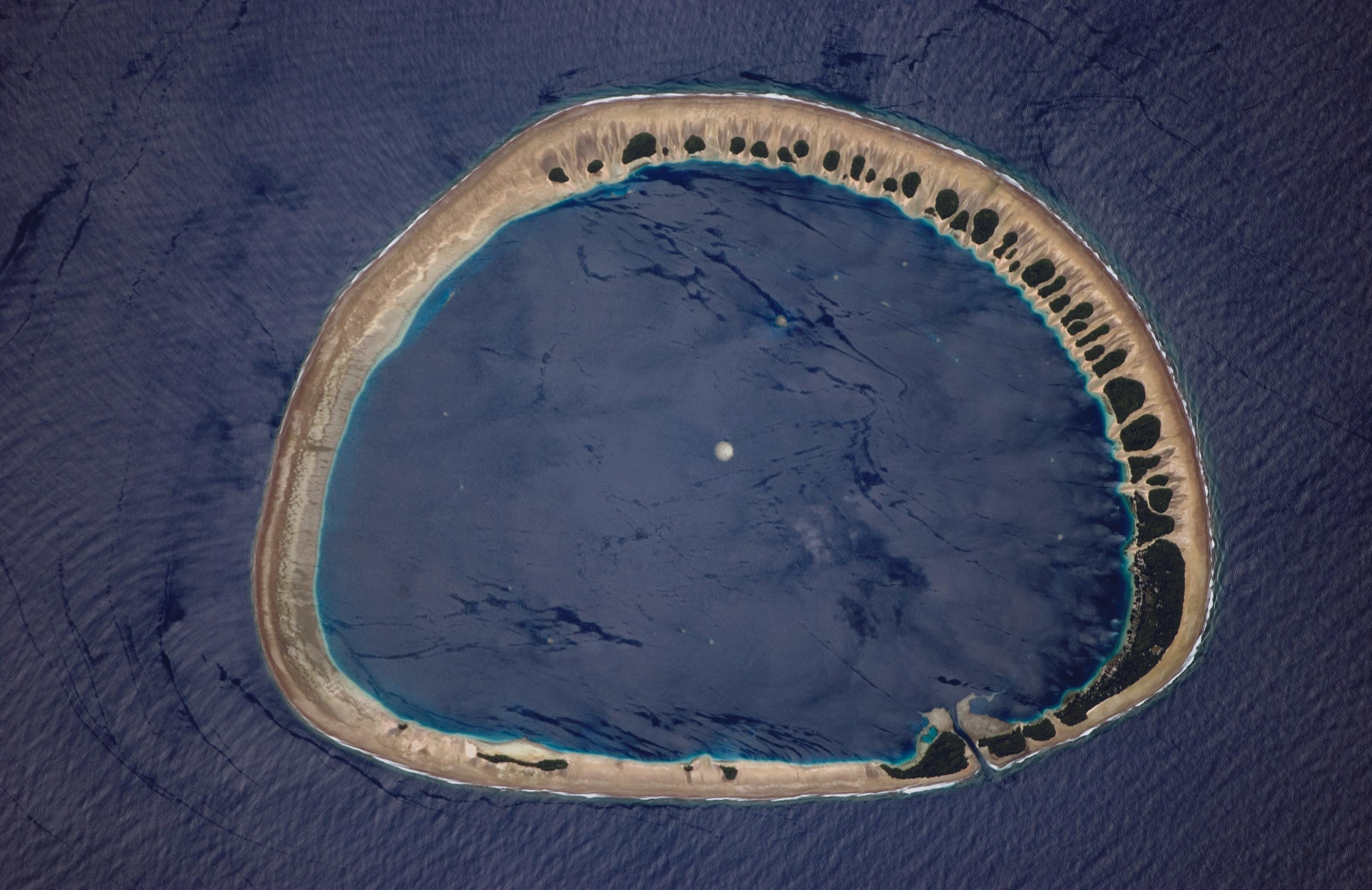
Atol de Nukuoro

## Continentes e países banhados
| América        | Oceania                         | Outros                                     |
| -------------- | ------------------------------- | ------------------------------------------ |
| Canadá         | Austrália                       | Guam                                       |
| Chile          | Estados Federados da Micronésia | Hong Kong                                  |
| Colômbia       | Fiji                            | Ilha de Páscoa                             |
| Costa Rica     | Kiribati                        | Ilha Norfolk                               |
| El Salvador    | Ilhas Marshall                  | Ilhas do Mar de Coral                      |
| Equador        | Nauru                           | Ilhas Cook                                 |
| Estados Unidos | Nova Zelândia                   | Ilhas Menores Distantes dos Estados Unidos |
| Guatemala      | Palau                           | Macau                                      |
| Honduras       | Papua-Nova Guiné                | Marianas Setentrionais                     |
| México         | Ilhas Salomão                   | Nova Caledônia                             |
| Nicarágua      | Samoa                           | Niue                                       |
| Panamá         | Tonga                           | Pitcairn                                   |
| Peru           | Tuvalu                          | Polinésia Francesa                         |
|                | Vanuatu                         | Samoa Americana                            |
|                |                                 | Wallis e Futuna                            |
|                |                                 | China                                      |
|                |                                 | Timor-Leste                                |

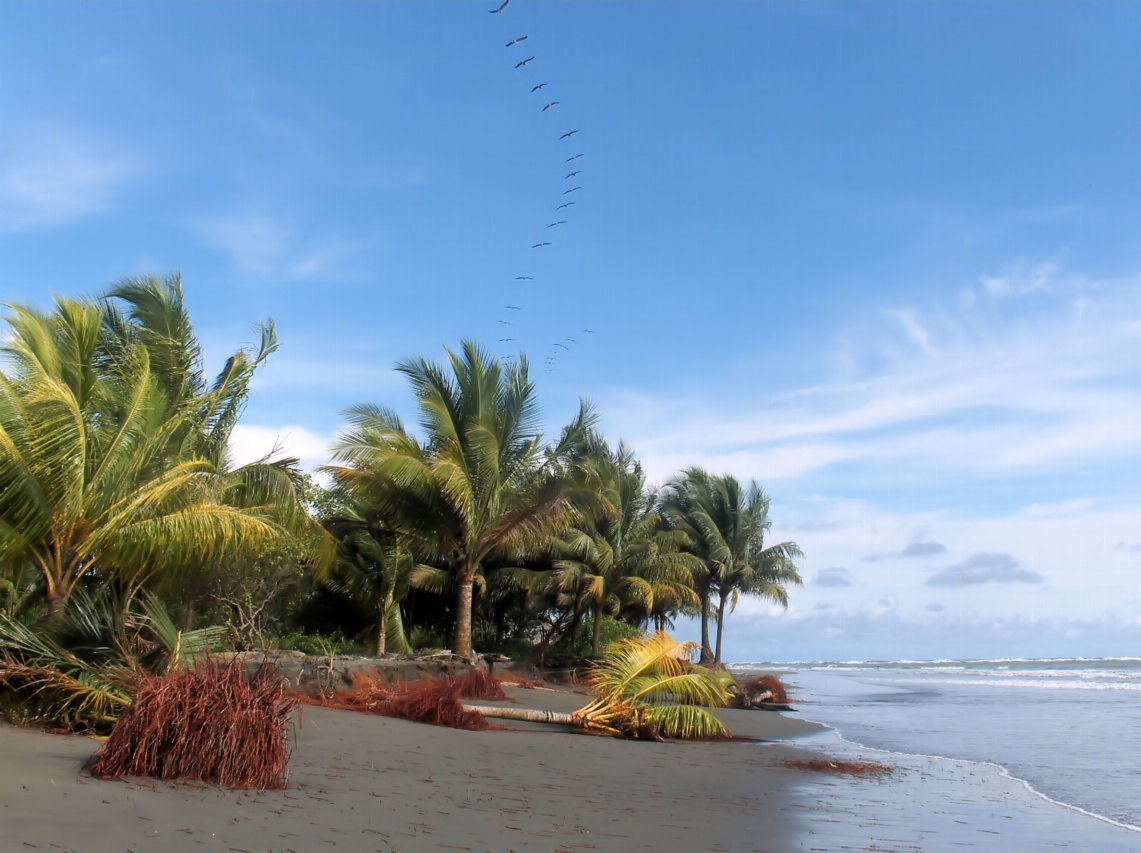
Praia de Ladrilleros em Colombia na costa da região natural de Chocó
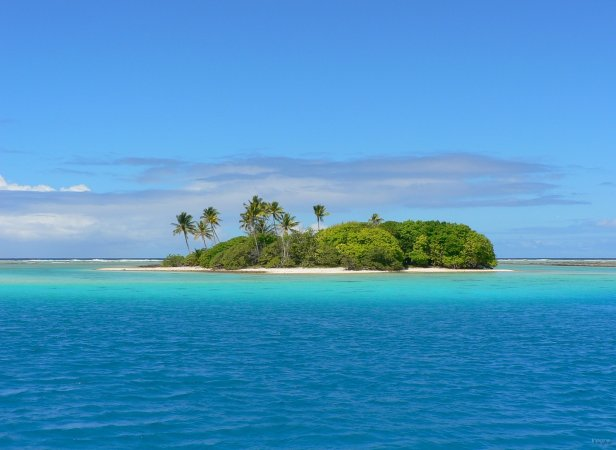
ilhota de Tahuna maru, Polinésia Francesa
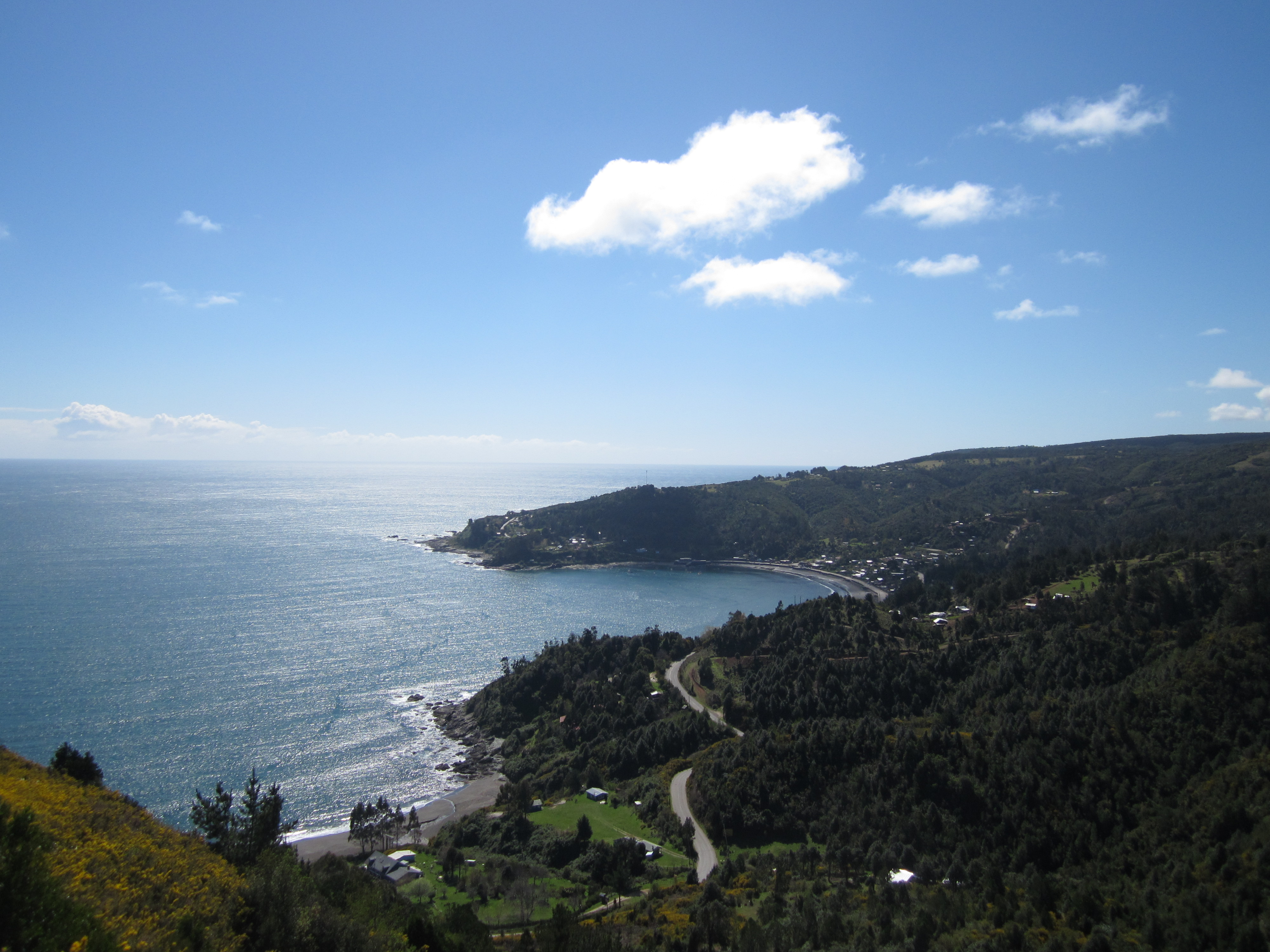
Los Molinos em Chile da costa de Zona Sur

## Correntes oceânicas e Giro Pacífico Norte
Existem várias correntes oceânicas, por exemplo: Norte Pacífica, Califórnia, Norte ameno, Sul equatorial, Sul frio, Sul ameno Norte equatorial, Kuroshio, Aleutas, Sul Equatorial, Humboldt. As quatro primeiras limitam uma área de calmaria chamada Giro Pacífico Norte. Esta área foi descrita principalmente pelo pesquisador Charles Moore, desde 1997 e recebe nomes como "sopa gigante de lixo", "mancha de lixo" ou "ilha de lixo". Sua extensão é incerta, sendo descrita como do tamanho dos Estados Unidos, embora careça de fontes precisas. Foi descrita em fevereiro de 2008 no site da BBC e no jornal britânico The Independent. É composta principalmente de plástico.

## História
Importantes migrações humanas ocorreram no Pacífico em épocas pré-históricas, nomeadamente as dos polinésios a partir da margem asiática do oceano para o Taiti e depois para o Havaí, a Nova Zelândia e a Ilha da Páscoa.
O oceano foi avistado pelos europeus no início do século XVI, inicialmente pelo explorador espanhol Vasco Núñez de Balboa, que cruzou o istmo do Panamá em 1513 e nomeou-o como Mar del Sur (Mar do Sul), e depois pelo explorador português Fernão de Magalhães, que navegou o Pacífico durante a sua circum-navegação entre 1519 e 1522. Contudo, os portugueses já navegavam no Mar da China Meridional, que integra este oceano, desde 1511 e também no Mar de Banda desde 1512.

## Questões ambientais

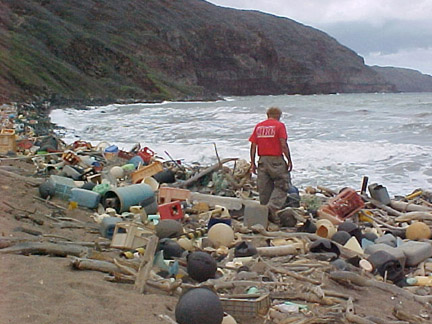
Detritos marinhos em uma costa do Havaí

A poluição marinha é um termo genérico para a entrada nociva no mar de produtos químicos ou partículas. Os maiores culpados são as pessoas que usam os rios para a eliminação de seus resíduos. Os rios em seguida deságuam no oceano e com eles seguem muitos produtos químicos usados como fertilizantes na agricultura. O excesso de oxigênio que se esvai nos produtos químicos na água leva à hipóxia (baixa concentração de oxigênio) e à criação de uma zona morta.
Detritos marinhos, também conhecidos como lixo marinho, é um termo usado para descrever dejetos produzidos pelo homem que se encontram flutuando em um lago, mar, oceano ou outro curso d'água. Detritos oceânicos tendem a se acumular no centro de correntes oceânicas e no litoral, frequentemente restos encalhados onde são conhecidos como lixo da praia.

## Mares do oceano Pacífico
- Mar de Bering
- Golfo do Alasca
- Golfo da Califórnia
- Mar de Okhotsk
- Mar do Japão
- Mar da China Oriental
- Mar da China Meridional
- Mar de Sulu
- Mar de Celebes
- Mar de Mindanau
- Mar das Filipinas
- Mar de Flores
- Mar de Banda
- Mar de Arafura
- Mar de Timor
- Mar de Ross
- Mar de Amundsen
- Mar de Bellingshausen